# لس نابالمرالس
لس نابالمرالس (به اسپانیایی: Los Navalmorales) یک شهرستان در اسپانیا است که در استان تولدو واقع شده‌است.

## خصوصیات
لس نابالمرالس ۱۰۵ کیلومترمربع مساحت و ۲٬۶۳۶ نفر جمعیت دارد و ۵۷۹ متر بالاتر از سطح دریا واقع شده‌است.